# Дом Яргина
Дом Яргина — старинный дом в посёлке городского типа Верх-Нейвинском, расположенный по адресу улица Ленина, дом 20. Здание является объектом культурного наследия России и достопримечательностью заводского посёлка дореволюционных времён.

## Расположение
Дом Яргина расположен в историческом центре Верх-Нейвинска, на улице Ленина (до революции называлась Центральной, ещё ранее — Тестовой). Здание отдалено от компактной деревянной застройки и расположено между универсамом «Монетка» и магазином автозапчастей. Чтобы подъехать к дому Яргина на автомобиле, можно свернуть к этому магазину автозапчастей возле пешеходного перехода, что находится в районе автобусной остановки «Демидовской». Таким образом, дом досягаем и автобусным транспортом — на «Демидовской» останавливается автобус № 108 (Вокзал — 8 Марта). Сразу за остановкой, напротив дома Яргина, находится памятник Прокофию Демидову.

## Архитектура
Дом Яргина двухэтажный, восьмистенный. Первый этаж каменный, второй сложен из брёвен. Стены первого этажа оштукатурены и выделены тонкой рустовкой. Толщина стен — около одного метра. Как и у многих других городских купеческих домов, на фасаде данного дома ранее был сооружён балкон, который в настоящее время не сохранился. Он был украшен выпиловочным деревянным орнаментом. Дополнительной отделки на окнах нет. Наличники окон весьма просты. Они состоят лишь из очелья (верхняя часть наличника) и боковых стоек. Оконные ставни были утрачены ещё в 1950-х годах. В настоящее время на окнах установлены стеклопакеты. Верхняя лобовая доска украшена славянской солярной символикой, символизирующей солнце. В старину считали, что «изображение солнышка сбережёт дом и сохранит всякое жилище». К дому примыкает небольшой палисадник. Слева и справа от дома стоят ворота разных половин (квартир) дома.

## История
В центральной части заводского посёлка Верх-Нейвинского, как и во многих других старинных городах и посёлках, расположено множество домов знатных людей. К таким домам относится и возведённый Егором Никитовичем Яргиным (1834 — ?) двухэтажный дом. Хозяин дома Егор Яргин был заводским служащим, а также занимал должность старосты Николаевского единоверческого храма. В 1864 году у Егора Никитовича и его жены Евгении Марковны (1829—1904) родился сын Павел. Он получил высшее техническое образование и работал управляющим Режевского завода в 1864—1905 годах. Дом Яргиных упоминается в книге «Мемуары горного инженера Гавриила Александровича Маркова», описание которого относится к 1891 году. В то время хозяйкой в доме была уже вдова Егора Евгения Яргина, которая сдавала комнаты дома заводским служащим. Об этом писал Марков: «По прибытии в Верх-Нейвинский завод остановился там, на квартире юрисконсульта Верх-Нейвинского завода Иосифа Александровича Геслинга, который занимал верхний этаж в доме Евгении Марковны Яргиной».
После увольнения в 1905 году из Режа приехал Павел Яргин. После приезда Павла Егоровича в доме была устроена явочная квартира, в которой собирались большевистские деятели и будущие революционеры, в числе которых были Яков Михайлович (Моисеевич) Свердлов и Анатолий Васильевич Луначарский.
После смерти Павла Егоровича в 1944 году дом достался его родственникам. Они стали делить наследство и распродали комнаты дома. В 1950-х годах на нижнем этаже жила семья верх-нейвинского фотографа Ивана Прокопьевича Князева. Именно он в 1967 году сфотографировал открытие в посёлке памятника воинам, павшим в годы Великой Отечественной войны.
Верх-нейвинские учителя, которые работали в 1930-х — 1940-х годах, посетившие этот дом, позже вспоминали: «У Яргиных была богатейшая библиотека. Рядами стояли в шкафах в кожаных переплётах ещё до революции изданные книги. Их было так много, что казалось, жизни не хватит, чтобы все их прочесть». Вероятно, данную библиотеку перевёз из Режа сам Павел Егорович. Кроме того, ходили легенды, что это самое лучшее собрание, насчитывавшее более тысячи книги принадлежавшее управляющему заводом. Данная библиотека бесследно исчезла.